# Florentynów (Pabianice)
Pour les articles homonymes, voir Florentynów.
Florentynów (prononciation [flɔrɛnˈtɨnuf]) est un village de la gmina de Lutomiersk, du powiat de Pabianice, dans la voïvodie de Łódź, situé dans le centre de la Pologne.
Il se situe à environ 7 kilomètres à l'est de Lutomiersk (siège de la gmina), 12 kilomètres au nord-ouest de Pabianice (siège du powiat) et 14 kilomètres au sud-ouest de Łódź (capitale de la voïvodie).
Sa population s'élève approximativement à 140 habitants.

## Administration
De 1975 à 1998, le village était attaché administrativement à l'ancienne voïvodie de Sieradz.

Depuis 1999, il fait partie de la nouvelle voïvodie de Łódź.